# Калхун, Элис
Элис Беатрис Калхун (англ. Alice Beatrice Calhoun , 21 ноября 1900 — 3 июня 1966) — американская актриса немого кино.

## Биография
Элис Беатрис Калхун родилась 21 ноября 1900 года в городе Кливленде.
Свою карьеру начала на студии «Vitagraph» в Нью-Йорке в 1918 году, а затем вместе с ней переехала и в Голливуд. За годы своей карьеры, продолжавшейся до 1927 года, она появилась в 21 картине, а наибольшей похвалы критики получил фильм «Человек по соседству» в 1923 году. Завершению её карьеры способствовало появление звукового кино, и Калхун стала одной из многих актрис, не сумевших приспособиться к изменениям в кинематографе.
Актриса дважды была замужем. Её первым супругом был адвокат Мендель Зильберберг, свадьба с которым состоялась в мае 1926 года. В июне того же года он подал на развод, сославшись в суде на то, что в момент регистрации брака Калхун была помолвлена с другим мужчиной. В итоге их брак был аннулирован. В декабре 1926 года она вышла замуж за Макса Хотинера, с которым стала владелицей сети кинотеатров в Лос-Анджелесе. Их бизнес был весьма успешен, и пара часто выступала меценатами местных благотворительных организаций.
Умерла от рака в 1966 году в Лос-Анджелесе в возрасте 65 лет. Её супруг умер спустя три года и погребён рядом с ней на кладбище Форест-Лаун. За свой вклад в американскую киноиндустрию актриса удостоена звезды на Голливудской аллее славы.